# Heterolocha hypoleuca
Heterolocha hypoleuca är en fjärilsart som beskrevs av George Francis Hampson 1907. Heterolocha hypoleuca ingår i släktet Heterolocha och familjen mätare. Inga underarter finns listade i Catalogue of Life.